# Đại hội Đảng Nhân dân Cách mạng Lào IV
Đại hội Đảng Nhân dân Cách mạng Lào khóa IV (tiếng Lào: ກອງປະຊຸມໃຫຍ່ ຄັ້ງທີ IV ຂອງພັກປະຊາຊົນປະຕິວັດລາວ) được tổ chức từ ngày 13 đến ngày 15 tháng 11 năm 1986 tại thành phố Viêng Chăn. Đại hội có 303 đại biểu tham dự đại diện cho hơn 45,000 đảng viên toàn quốc.

## Hoạt động Đại hội
Ngày 13/11/1986, Đại hội đại biểu toàn quốc lần thứ IV Đảng Nhân dân Cách mạng Lào khai mạc trọng thể tại Viêng Chăn, với sự tham dự của 303 đại biểu đại diện cho 45,000 đảng viên trong cả nước; Được mời tham dự đại hội còn có 200 đại diện các anh hùng, chiến sĩ, lão thành cách mạng và cấp cao của đảng. Phái đoàn các đảng anh em cũng được mới tham dự.
Tổng bí thư Kaysone Phomvihane đọc báo cáo chính trị.
Đại hội nghe báo cáo chính phủ về kinh tế và xã hội.
Thông qua chương trình làm việc của Đại hội

## Kết quả
Đại hội đã bầu ra Ban Chấp hành Trung ương Đảng khóa IV gồm 60 ủy viên, trong đó có 51 ủy viên chính thức và 9 ủy viên dự khuyết.
Đại hội thông qua nghị quyết đại hội và phương hướng phát triển. Đồng thời quyết định nhiệm vụ công tác xây dựng Đảng:
- Tăng cường vai trò lãnh đạo của Đảng, phát huy vai trò, hiệu quả lãnh đạo và sức chiến đấu của Đảng trong giai đoạn mới của cách mạng.
- Kiện toàn các tổ chức lãnh đạo, quản lý, nâng cao sức chiến đấu của các tổ chức cơ sở.
- Sắp xếp lại công tác cán bộ, tăng cường vai trò người đứng đầu đảng viên nêu gương.
- Xây dựng kế hoạch công tác theo định hướng, duy trì nghiêm các nguyên tắc tổ chức và sinh hoạt đảng.
- Tăng cường công tác về tư tưởng và lý thuyết nhằm bao hàm ý trí và nguyện vọng.

Hội nghị toàn thể lần thứ nhất Ban Chấp hành Trung ương Đảng lần thứ V đã nhất trí bầu Bộ Chính trị Trung ương Đảng gồm 11 ủy viên chính thức và 2 ủy viên dự khuyết, bầu Ban bí thư Trung ương Đảng gồm 9 ủy viên.
Hội nghị toàn thể nhất trí bầu Kaysone Phomvihane tiếp tục làm Tổng Bí thư. Ban Chấp hành Trung ương Đảng đồng ý tái bổ nhiệm Saman Viyaket làm Trưởng ban Ban Tổ chức Trung ương Đảng thêm một nhiệm kỳ nữa.

## Nghị quyết
Các nghị quyết được Đại hội thông qua:
- Qua 10 năm (1975-1985) bảo vệ và xây dựng đất nước.
- Đại hội đã rút ra năm bài học quan trọng:

1. Tăng cường sự lãnh đạo toàn diện của Đảng, đề ra các nguyên tắc kịp thời và liên tục hoàn thiện, xử lý dứt điểm, đồng thời bám sát việc tuân thủ thực hiện các hướng dẫn áp dụng thực tế.
2. Tăng cường khối đoàn kết toàn Đảng, toàn dân, đây là nguyên nhân quan trọng nhất dẫn đến mọi thắng lợi của cách mạng Lào.
3. Phải bám sát cơ sở, tập trung xây dựng cơ sở vững chắc về mọi mặt để thực hiện hai trở ngại Chiến lược tốt và tiến hành đồng thời ba cuộc cách mạng.
4. Trong mọi hoạt động kinh tế phải biết vận dụng các quy luật của tự nhiên, tính toán hiệu quả kinh tế - xã hội.
5. Hợp tác toàn diện với các nước xã hội chủ nghĩa anh em, trước hết là Liên Xô, xây dựng liên minh đặc biệt với Việt Nam và Campuchia, sử dụng những điều kiện thuận lợi của thời kỳ như một nhân tố tất yếu để xây dựng chủ nghĩa xã hội ở Lào.

## Phương hướng
Xác định những phương hướng kinh tế, xã hội chủ yếu cho thời kỳ quá độ lên chủ nghĩa xã hội ở Lào:
- Từng bước chuyển sang công nghiệp xã hội chủ nghĩa nhằm xây dựng thành công nền tảng kỹ thuật xã hội chủ nghĩa.
- Tiến hành cải tạo xã hội chủ nghĩa để xây dựng quan hệ sản xuất xã hội chủ nghĩa.
- Mở rộng số lượng và nâng cao chất lượng của giai cấp công nhân, giai cấp nông dân và tầng lớp trí thức xã hội chủ nghĩa ngày càng độc lập lớn mạnh.
- Cải thiện hệ thống chuyên chính vô sản, mở rộng dân chủ xã hội chủ nghĩa, và củng cố sự thống nhất chính trị và quan niệm về xã hội.
- Tiến hành cuộc cách mạng tư tưởng và văn hóa nhằm từng bước xây dựng nền văn hóa mới và khát vọng đi lên chủ nghĩa xã hội.
- Cải thiện đời sống của nhân dân lao động các dân tộc và giải quyết các vấn đề xã hội một cách hợp lý.
- Thiết lập hệ thống quản lý nhằm vào các lĩnh vực hoạt động xã hội.

Phương hướng chính cho giai đoạn từ nay đến năm 2000 là kế hoạch 5 năm lần thứ hai:
- Tập trung giải quyết vấn đề lương thực ngũ cốc một cách thiết thực trên cơ sở mở rộng nông nghiệp toàn diện.
- Tiến hành cải tạo xã hội chủ nghĩa để xây dựng quan hệ sản xuất theo xã hội chủ nghĩa.
- Xây dựng cơ cấu kinh tế nông - lâm - công nghiệp hợp lý để tự cung tự cấp.
- Thực hiện phân vùng kinh tế, quy hoạch phát triển nông thôn và đô thị.
- Mở rộng giao thông vận tải và thông tin liên lạc.
- Tận dụng các tiến bộ của khoa học công nghệ, tổ chức công tác điều tra cơ bản.
- Nâng cao và tăng cường vai trò chủ đạo kinh tế nhà nước, mở rộng hợp tác kinh tế.
- Cải tiến và mở rộng toàn diện hệ thống giao dịch.
- Nỗ lực cải thiện sự ổn định tài chính và tiền tệ.
- Mở rộng quan hệ kinh tế với nước ngoài.
- Xây dựng hệ thống thủy điện.
- Mở rộng giáo dục, văn hóa và y tế.